# Yohoia
Yohoia ist eine ausgestorbene Tiergattung aus dem frühen Kambrium. Fossilien seines bisher einzigen bekannten Vertreters, Yohoia tenius, wurden im  Burgess-Schiefer im namensgebenden Yoho-Nationalpark der kanadischen Provinz British Columbia entdeckt und 1912 durch den US-amerikanischen Paläontologen Charles Walcott erstmals wissenschaftlich beschrieben. Auf Grund der mittlerweile über 700 gefundenen Fossilien von Yohoia tenius gilt die Gattung als eine der häufigeren Vertreter der Biota des Burgess-Schiefers. Auf Grund der anatomischen Merkmale wird Yohoia als ein früher Abkömmling der Spinnentier- und Krebstier-Linie vermutet.

## Merkmale
Yohoia tenius hatte eine Länge von 7 bis 21 mm. Sein aus 12 Rumpfsegmenten und einem Kopfsegment bestehender Körper war durch ein Außenskelett geschützt. Der Rumpf wurde durch ein paddelförmiges Telson abgeschlossen, das der Fortbewegung im Wasser dienen sollte. Die Rumpfsegmente trugen paddelförmige Extremitäten, die ebenfalls der Fortbewegung dienen sollten. Das Kopfsegment hingegen trug drei Paar beinartige Extremitäten, die vermutlich Halt auf dem sandigen Meeresboden gaben. Auffällig war das Paar sogenannter Great Appendages („große Anhänge“) am Kopf. Diese Great Appendages trugen Klauen und ähnelten denen von Jianfengia, Alalcomenaeus und Leancholia. Sie dienten vermutlich zum Fangen von Beutetieren.

## Systematik
Die systematische Einordnung von Yohoia gilt als problematisch und wird daher kontrovers diskutiert. Basierend auf der Anatomie der sogenannten Great Appendages stellt Yohoia wahrscheinlich gemeinsam mit anderen Vertretern der Gruppe der Megacheira einen frühen Abkömmling der Spinnentier- und Krebstier-Linie dar.